# Eupithecia sinicaria
Eupithecia sinicaria là một loài bướm đêm trong họ Geometridae.